# Myrmecia froggatti
Myrmecia froggatti är en myrart som beskrevs av Auguste-Henri Forel 1910. Myrmecia froggatti ingår i släktet bulldoggsmyror, och familjen myror. Inga underarter finns listade i Catalogue of Life.